# Evan Dietrich-Smith
(en) Statistiques sur pro-football-reference
Evan Dietrich-Smith (né le 19 juillet 1986 à Salinas) est un joueur américain de football américain.
Evan joue avec les Bengals d'Idaho State, équipe de l'université d'État de l'Idaho. Lors de son passage à l'université, il joue avec D. J. Clark avec qui il jouera plus tard un petit moment. Après l'obtention de baccalauréat, il n'est sélectionné par aucune équipe de la NFL lors du draft de 2009. Peu de temps après, il signe comme agent libre avec les Packers de Green Bay qui le gardent une saison et cela lui permet de faire ses débuts professionnels en NFL.
Le 4 septembre 2010, il est libéré par les Packers. Il signe pour les Seahawks de Seattle avec qui il joue une bonne partie de la saison mais étonnement il est remercié après la saison régulière. Le 31 décembre 2010, il retrouve les Packers de Green Bay après avoir signé un nouveau contrat. Il remporte le Super Bowl XLV, premier titre de sa carrière, à la fin de la saison.